# Dembow
El dembow és un gènere musical que es va originar a l'illa de Jamaica arran de la presentació de la cançó «Dem Bow» de l'artista Shabba Ranks el 1990. Després en va aparèixer el riddim («versió instrumental») i el so es va convertir en una part popular del reggaeton. El gènere dembow va arribar posteriorment a Nova York i a Puerto Rico i, finalment, a la República Dominicana.

## Característiques
| "Dem Bow riddim"     |
|                      |
| Three dembow rhythms |
|                      |

L'element principal de la música dembow és el seu ritme, amb reminiscències del reggaeton, el dancehall, el rap i el moombathon, però amb un ritme més constant i més ràpid que el reggaeton, i amb tempos i elements melòdics particulars. El ritme i les melodies del dembow tendeixen a ser simples i repetitives.
El perreo és una dansa que forma part del reggaeton, sorgit en els anys 1990 a Puerto Rico, i que més tard seria associat amb el dancehall i el dembow dominicà en la dècada del 2010. Pot ser ràpid i agressiu o lent. En qualsevol cas, l'actitud dels participants és de ballar com si estiguessin tractant de seduir la parella enmig de la pista de ball amb moviments lascius i sensuals.